# ÍH Hafnarfjörður
L' Íþróttafélag Hafnarfjarðar est un club islandais omnisports possédant une section football. Il est basé à Hafnarfjörður.